# Vera Kovalová
Vera Kovalová (* 22. října 1983 Brjansk) je bývalá ruská zápasnice – judistka, sambistka a sumistka.

## Sportovní kariéra
V dětství se věnovala sportovní gymnastice. K zápasení v sambo a v judo se dostala během studií na střední škole v Podolsku. Vrcholově se připravovala v Smolensku. V ruské judistické reprezentaci se prosadila v roce 2006 v polostřední váze do 63 kg. V roce 2008 se kvalifikovala na olympijské hry v Pekingu, kde nestačila v úvodním kole na Nizozemku Elisabeth Willeboordseovou. V dalších letech její způsob boje ovlivnila nová pravidly boje. Nová pravidla zakázala útok na nohy soupeřek a tím přišla o svoje oblíbené tzv. zvedací techniky (sukui nage). V roce 2012 se na olympijské hry v Londýně nekvalifikovala.

## Výsledky
| Turnaj             | 2006             | 2007             | 2008             | 2009             | 2010             | 2011             |
| Turnaj             | 23               | 24               | 25               | 26               | 27               | 28               |
| Turnaj             | polostřední váha | polostřední váha | polostřední váha | polostřední váha | polostřední váha | polostřední váha |
| ------------------ | ---------------- | ---------------- | ---------------- | ---------------- | ---------------- | ---------------- |
| Olympijské hry     |                  |                  | úč.              |                  |                  |                  |
| Mistrovství světa  |                  | úč.              |                  | 5.               | úč.              | úč.              |
| Mistrovství Evropy | 7.               | —                | úč.              | 2.               | 3.               | 7.               |